# Atropa acuminata
Atropa acuminata es una especie de fanerógama original de Cachemira y de India, con hojas más estrechas  y flores amarillas y que tiene las características y propiedades de la Atropa belladonna.

## Taxonomía
Atropa acuminata fue descrita por Royle ex Lindl. y publicado en J. Hort. Soc. Lond. 1: 306, en el año 1846.
Sinonimia
- Atropa lutescens Jacq. ex C.B. Clarke in Hook.f., , Fl. Brit. India vol. 4, 241. 1885.
- Atropa belladonna var. flava Pater in Pharm. Zentralh. vol. 63, 77. 1922.
- Atropa bella-donna var. lutea Döll , Flora Grossh. Baden vol. 2, 770. 1859.
- Atropa pallida Bornm. in Beih. Bot. Centralbl. vol. 33, 305. 1915.